# كريستوفر كراوزه
كريستوفر كراوز (بالألمانية: Christopher Krause)‏ هو لاعب كرة قدم ألماني، ولد في 24 مايو 1984 في ألمانيا. لعب مع بايرن ميونخ الثاني ونادي بونر.

## وصلات خارجية
- كريستوفر كراوز على موقع بيانات كرة القدم. دي إي (الألمانية)